# William Wei
William Wei (chinois : 韋禮安 ; pinyin : Wéi Lǐ-ān ; né le 5 mars 1987), aussi connu sous le nom de scène WeiBird, est un musicien taïwanais de mandopop et acteur.
Wei attire l'attention des médias en tant que gagnant de la première saison du concours de chant de la télé-réalité Happy Sunday en 2007. Il publie son premier album éponyme, William Wei, en 2010, qui est nommé à quatre reprises aux 22e Golden Melody Awards et lui vaut ensuite le prix du meilleur nouvel artiste. Son troisième album studio Journey into The Night est nommé deux fois à la 26e édition des Golden Melody Awards et le single principal Wolves (狼) lui vaut le prix du meilleur compositeur.
En 2021, Wei est nommé dans quatre catégories à la 32e édition des Golden Melody Awards pour l'album Sounds of My Life. Wei est également nommé à la 58e édition des Golden Horse Awards pour la meilleure chanson originale de film avec Red Scarf (如果可以). La chanson est également nommée pour la chanson de l'année à la 33e éidition des Golden Melody Awards.

## Biographie

### Jeunesse
Wei grandit à Taichung, à Taïwan. Ses parents, Wei Chin-long (韋金龍) et Chen Yu-mei (陳玉美), étaient tous deux professeurs dans les départements de langues étrangères de l'université nationale Chung Hsing et de l'université nationale Chung Cheng, respectivement.
Le grand-père de Wei était auteur-compositeur et ses deux parents étaient auparavant membres d'une chorale[11] Wei grandit sous leur influence et développe une grande sensibilité à la musique. Cependant, Wei ne choisit pas d'instruments de musique lorsqu'il est enfant pensant que ce serait trop fatigant d'en jouer. Wei aimait plutôt dessiner et voulait devenir dessinateur de bandes dessinées lorsqu'il serait grand.
Au lycée, le père de Wei lui achète sa première guitare et il se passionne pour cet instrument, dont il apprend seul les accords de base et qu'il pratique chaque fois qu'il est libre. Après avoir assisté à un spectacle de composition de chansons organisé par le club de musique de son école, Wei a envie de commencer à écrire ses propres chansons. Il commence à composer des chansons et poste ses œuvres sur StreetVoice, une plateforme de publication musicale destinée aux auteurs-compositeurs indépendants. Ses chansons sont très bien accueillies par les internautes et Wei devient l'un des auteurs-compositeurs les plus populaires sur StreetVoice. Bien que la plupart des œuvres de Wei soient notamment de la pop folk, il expérimente également  d'autres genres musicaux tels que la bossa nova, le RnB, le soul jazz et le disco.

### Happy Sunday(2006–2008)
Wei est accepté dans l'une des meilleures universités de Taïwan, l'université nationale de Taïwan, et se spécialise dans les langues étrangères. En 2006, Wei décide de s'inscrire à un concours de chant scolaire pour s'amuser et il interprète Black Humor (黑色幽默) de Jay Chou. Il remporte le concours à l'improviste et est sélectionné pour représenter son école au concours de chant de la téléréalité Happy Sunday, où Wei impressionne constamment les juges par ses bonnes performances. Il reprend des chansons de nombreux chanteurs, dont David Tao, Stefanie Sun et Wang Leehom. Wei remporte finalement le concours et est couronné premier vainqueur de Happy Sunday (快樂星期天).
Cependant, Wei prend une décision choquante en refusant le contrat du label musical partenaire, décidant de mettre sa carrière musicale en suspens et de poursuivre ses études. Wei estime qu'il n'est pas prêt à devenir chanteur et qu'il ne veut pas être lié par un contrat. En outre, il n'est pas à l'aise avec la célébrité soudaine et veut faire une pause après l'intense compétition de chant. Wei retourne à sa vie d'étudiant et continue de publier ses chansons sur StreetVoice. Les œuvres de Wei dominent les classements musicaux sur StreetVoice et nombre d'entre elles restent dans les dix premières places pendant plus de deux ans. Il commence à écrire des chansons pour des chanteurs tels que FanFan, Angela Zhang et Rene Liu.

### DeSlowly WaitàThe Fleeing of a Two-Legged Bookcase(2009–2010)
En 2009, Wei décide de signer un contrat avec Linfair Records. Wei sort son premier EP le 13 mars 2009, intitulé Slowly Wait (慢慢等), composé de deux titres : Slowly Wait (慢慢等) et Good Weather (好天氣). Ces deux chansons sont plébiscitées par les fans de StreetVoice. Il commence à promouvoir son EP en faisant une tournée de 14 salles de concert à Taïwan et lance WeiTV, une chaîne parodique sur YouTube, pour promouvoir son premier EP. [Par la suite, Wei sort son premier album studio éponyme (韋禮安同名創作專輯) le 4 juin 2010. L'album est un succès commercial et est le septième album le plus vendu sur la principale librairie en ligne (博客來) en 2010. Une édition Night de l'album sort le 17 août 2010 et est limitée à 5 000 exemplaires dans le monde. Le deuxième tube, Because of Love (因為愛), se classe 13e du classement général de la musique numérique de KKBOX en 2010.
Le premier album de Wei est bien accueilli par la critique. Il est sélectionné comme l'un des 10 meilleurs albums mandarins de 2010 par l'Association des musiciens chinois et Hit FM. Wei est nommé dans 4 catégories différentes lors de la 22e édition des Golden Melody Awards. L'album est nommé pour le meilleur album mandarin et le single principal, Have or Have Not (有沒有), vaut à Wei une nomination pour le meilleur compositeur. Wei est également nommé pour le prix du meilleur chanteur de mandarin et remporte finalement le prix du meilleur nouvel artiste,. Wei organise sa première tournée nationale, The Fleeing of a Two-Legged Bookcase (兩腳書櫥的逃亡), le 18 septembre 2010 au Taipei International Convention Center devant une foule de 3 000 personnes. Il reprend des chansons de son premier album et certaines de ses chansons préférées d'autres artistes. Le concert est enregistré pour être diffusé en direct. The Fleeing of a Two-Legged Bookcase a ensuite lieu à Taichung le 25 septembre 2010.

### The Bird that Saved The WorldàThrough My Lenses(2011–2013)
Wei est enrôlé pour le service militaire obligatoire à la fin de 2010. Il sert d'ambassadeur pour la campagne anti-drogue pendant son service militaire. Pendant cette période, Wei continue à écrire des chansons en préparation de son deuxième album studio. Wei termine son service militaire de 13 mois et est libéré le 25 décembre 2011. Linfair Records investit plus d'un milliard de NT dans le tournage d'un film spécialement pour Wei, intitulé The Bird that Saved The World (什麼鳥日子). Le tournage est achevé dans un calendrier serré de seize jours en 2010. Le film sort le 6 avril 2012 à Taïwan. Une bande originale est sortie plus tôt, le 12 janvier 2012, pour soutenir le film.
Après le succès de son premier album, le deuxième album de Wei, Someone Is Waiting, sort le 3 août 2012 et reçoit des critiques élogieuses de la part des critiques et des fans. L'Association des musiciens chinois et Hit FM ont tous deux présélectionné l'album comme l'un des 10 meilleurs albums de 2012,. Still (還是會), l'une des chansons de Someone Is Waiting, remporte le prix de la meilleure bande originale de l'année au KKBOX Music Award. En 2012, Still se classe 10e au classement général de la musique numérique de KKBOX. Wei organise sa deuxième tournée de concerts, Through My Lenses, à Hong Kong et à Taipei. Les deux concerts se déroulent à guichets fermés.

### Journey Into the Night(2014)
Wei publie son troisième album studio, Journey Into the Night, le 25 mars 2014 Contrairement aux deux albums précédents, Journey Into the Night penche vers une direction artistique plus sombre. Inspiré par le film L'Odyssée de Pi d'Ang Lee, Wei fait face à ses pires peurs dans son troisième album et expérimente le metal, le hip-hop, le 2-step, la musique électronique et le rock. Wei change également distinctement son image publique pour paraître plus mature et masculine. Dans le clip vidéo du single principal Wolves, Wei se débarrasse de son image de petit garçon et se transforme en loup-garou assoiffé de sang. Pour la promotion de l'album, une installation artistique tridimensionnelle intitulée Bird and Wolf est exposée au Huashan 1914 Creative Park. Wei se lance également dans une tournée de promotion du concert By Your Side (在你身邊), et se rend à Kaohsiung, Taichung, Taipei, Kuala Lumpur et Pékin.

### Activités ultérieures (depuis 2015)
Le 2 septembre 2018, Wei annonce qu'il avait quitté son label discographique, Linfair Records, pour créer son propre label, Awesome Music. La nouvelle de son départ n'est pas bien accueillie par son ancien label, qui accuse Wei d'avoir arbitrairement prétendu que son contrat avait expiré. Linfair Records intente donc un procès à Wei. Wei gagne finalement le procès après s'être engagé dans une bataille juridique de deux ans avec Linfair Records. Wei sort un nouveau single At Thirty le 13 septembre 2018, qui devient le single promotionnel de sa tournée mondiale At Thirty World Tour. Composée de 10 concerts, la tournée visite 8 grandes villes de Chine et devrait se rendre à Singapour et en Malaisie.
En 2021, Wei sort son premier album en anglais, I'm More Sober When I'm Drunk, qui s'inspire des expériences de Wei en matière de chagrin d'amour, y compris le fait de noyer son chagrin dans l'alcool. L'album est bien accueilli et se classe parmi les 10 meilleurs albums de l'année par Hit FM. Le single principal R.I.P. arrive en tête du Western Single Chart sur KKBOX. Wei annonce son nouveau concert See You Tomorrow qui aura lieu à la Taipei Arena et les deux représentations sont complètes quelques minutes après leur mise en vente.

## Discographie

### Albums studio
- 2010 : William Wei
- 2012 : Someone Is Waiting
- 2014 : Journey into The Night
- 2016 : It All Started From An Intro
- 2020 : Sounds of My Life
- 2021 : I'm More Sober When I'm Drunk
- 2022 : Good Afternoon Good Evening and Goodnight

## Distinctions
| Année | Prix                                | Catégorie                      | Nommé                  | Résultat   | Réf.   |
| ----- | ----------------------------------- | ------------------------------ | ---------------------- | ---------- | ------ |
| 2011  | 22e Golden Melody Awards            | Meilleur album en mandarin     | William Wei            | Nomination | [ 35 ] |
| 2011  | 22e Golden Melody Awards            | Meilleur chanteur en mandarin  | William Wei            | Nomination | [ 35 ] |
| 2011  | 22e Golden Melody Awards            | Meilleur compositeur           | Have or Have Not       | Nomination | [ 35 ] |
| 2011  | 22e Golden Melody Awards            | Meilleur nouveau musicien      | William Wei            | Lauréat    | [ 36 ] |
| 2011  | Association des musiciens de Taïwan | Top 10 Album                   | William Wei            | Lauréat    |        |
| 2013  | 8e KKBOX Music Awards               | Meilleure bande-son de l'année | Still                  | Lauréat    | [ 25 ] |
| 2013  | Association des musiciens de Taïwan | Top 10 Album                   | Someone_Is_Waiting     | Lauréat    |        |
| 2015  | 26e Golden Melody Awards            | Meilleur chanteur en mandarin  | Journey into The Night | Nomination | [ 3 ]  |
| 2015  | 26e Golden Melody Awards            | Meilleur compositeur           | Wolves                 | Lauréat    | [ 3 ]  |
| 2015  | Association des musiciens de Taïwan | Top 10 Songs                   | Wolves                 | Lauréat    |        |
| 2017  | 12e KKBOX Music Awards              | Artiste de l'année             | –                      | Lauréat    | [ 37 ] |
| 2021  | 32e Golden Melody Awards            | Album de l'année               | Sounds of My Life      | Nomination | [ 38 ] |
| 2021  | 32e Golden Melody Awards            | Meilleur album en mandarin     | Sounds of My Life      | Nomination | [ 38 ] |
| 2021  | 32e Golden Melody Awards            | Meilleur chanteur en mandarin  | Sounds of My Life      | Nomination | [ 38 ] |
| 2021  | 32e Golden Melody Awards            | Meilleur compositeur           | I Wrote A Song for You | Nomination | [ 38 ] |
| 2021  | Association des musiciens de Taïwan | Top 10 Album                   | Sounds of My Life      | Lauréat    |        |
| 2021  | 58e Golden Horse Awards             | Meilleure bande-son            | Red Scarf              | Nomination | [ 39 ] |
| 2022  | 17e KKBOX Music Awards              | Artiste de l'année             |                        | Lauréat    | [ 33 ] |
| 2022  | Hit FM Top 100 Countdown            | Chanson de l'année             | Red Scarf              | Lauréat    | [ 40 ] |
| 2022  | 33e Golden Melody Awards            | Chanson de l'année             | Red Scarf              | Nomination | [ 5 ]  |